# 哈納鎮區 (伊利諾伊州亨利縣)
哈納鎮區（英語：Hanna Township）是位於美國伊利諾伊州亨利縣的一個行政鎮區。

## 地方資料
根據2010年美國人口普查的數據，哈納鎮區的面積為51.60平方千米，當中陸地面積為49.70平方千米，而水域面積為1.90平方千米。當地共有人口2304人，而人口密度為每平方千米44.65人。